# Leonora Lafayette

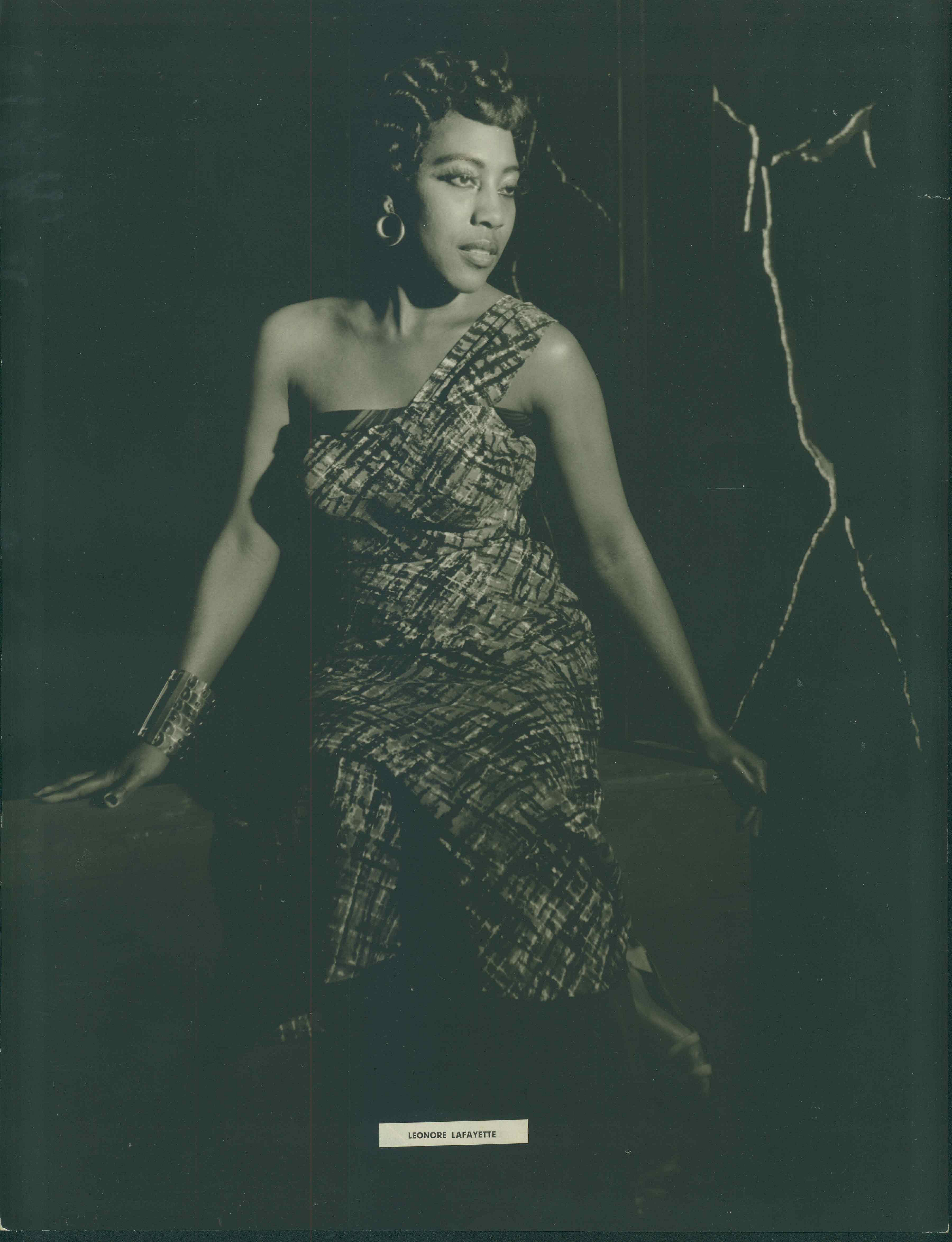
Leonora Lafayette als Aida am Badischen Staatstheater Karlsruhe (1955)

Leonora Gwendolyn Lafayette (* 8. Juli 1926 in Baton Rouge, Louisiana; † 23. Oktober 1975) war eine afroamerikanische Sopranistin mit einer bedeutenden Karriere in Europa in den 1950er und 1960er Jahren.

## Leben
Leonora Lafayette wurde als Tochter von Howard und Lena Lafayette geboren. In den 1930er Jahren wuchs sie in einer sehr fortschrittlichen und kohäsiven afroamerikanischen Gemeinde auf, die als „Old South Baton Rouge“ bekannt war. Sie entwickelte ihren beruflichen Weg, während sie mit enormen rassischen, kulturellen und wirtschaftlichen Barrieren konfrontiert war. Sie starb im Alter von 49 Jahren an Krebs.

## Ausbildung
Lafayette hatte versucht, an der Louisiana State University zu studieren, wurde jedoch aufgrund der Rassentrennung nicht zugelassen. Dank eines Stipendiums konnte sie an der Juilliard School bei Dusolina Giannini studieren. Sie gewann das John Hay Whitney Fellowship-Stipendium für ein Auslandsstudium. Daraufhin ging sie nach ihrem Abschluss an der Juilliard nach Basel.

## Karriere
In ihrer frühen Karriere in der Schweiz hatte Lafayette Erfolg, gewann den Genfer Wettbewerb und debütierte am 27. Mai 1951 am Theater Basel als Aida, eine Rolle, die sie zusammen mit Madama Butterfly Hunderte von Malen spielte. Sie war die erste schwarze Künstlerin, die am Covent Garden auftrat; Dirigent war Sir John Barbirolli. Am 5. Mai 1953 sang sie Aida im Prinzregententheater in München unter der Leitung von Clemens Krauss. An der Wiener Staatsoper sang sie am 18. September 1956 Aida sowie am 11. und 14. Februar 1958 Madama Butterfly. Sie sang vornehmlich in Europa, wie beispielsweise an der Wiener Staatsoper, der Bayerischen Staatsoper in München, der Staatsoper Hamburg, der Nederlandse Opera in Amsterdam, dem Hessischen Staatstheater Wiesbaden, in Belgrad, Den Haag, Dortmund, Düsseldorf, Glasgow, Graz, Hannover, Nashville/TN, New York, Wien, Wiesbaden, Zagreb und am Opernhaus Zürich. Trotz ihres beruflichen Erfolgs in Europa konnte sie sich in ihrem Heimatland nie etablieren.

## Diskografie (Auswahl)

### Giuseppe Verdi
- Aida in deutscher Sprache: Leonora Lafayette (Aida), Josef Gostic (Radames), Georgine von Milinkovic (Amneris), Ferdinand Frantz (Amonasro), Gottlob Frick (Ramfis), Walter Berry (Il Re), Karl Ostertag (Bote), Elisabeth Lindermeier (Tempelsängerin), Chor und Orchester des Bayerischen Rundfunks München, Clemens Krauss (Dirigent), 1953 (2005 AfHO/Line Music GmbH – Cantus Classics 2005)

### Frederick Delius
- Koanga: Lawrence Winters (Koanga), Leonora Lafayette (Palmyra), Stanford Robinson (Dirigent), BBC Chorus & Orchestra[8]

### Giacomo Puccini
- Puccini Love Duets: Leonora Lafayette und Richard Lewis (Tenor) – Sir John Barbirolli (Dirigent), The Hallé Orchestra, 1959 (Pye Records – CCL 30142 – LP), 1988 (Nixa – NIXCD 6005 – CD)